# نادي كوستاريكا
نادي كوستاريكا (بالإسبانية: Costa Rica Esporte Clube)‏ نادي كرة قدم برازيلي . تم تأسيس النادي في سنة 2004.